# مايكل جونز (لاعب اتحاد الرغبي)
مايكل جونز (بالإنجليزية: Michael Jones)‏ (و. 1965 – م) هو لاعب اتحاد الرغبي، ومدرب اتحاد الرغبي، من نيوزيلندا، ولد في أوكلاند.

## التعليم
تعلم في جامعة أوكلاند.

## جوائز
حصل على جوائز منها:
- نيشان الاستحقاق لنيوزيلندا.

## روابط خارجية
- مايكل جونز عل موقع إسبنسكروم (الإنجليزية)
- مايكل جونز على موقع قاعة نيوزيلندا للمشاهير الرياضية (الإنجليزية)